# Rothmannia keithii
Rothmannia keithii là một loài thực vật có hoa trong họ Thiến thảo. Loài này được (C.E.C.Fisch.) Bremek. miêu tả khoa học đầu tiên năm 1957.